# Salicismo
Salicismo ou salicilismo é a intoxicação por ácido acetilsalicílico (aspirina). Seus sintomas incluem: náuseas, vômitos, vertigens ou tonturas, hiperatividade, aumento da temperatura e, por vezes, convulsões.